# Hugo I. Italský
Hugo z Arles (kolem roku 880 – 10. dubna 947) byl v letech 926-945 italský král, vládnoucí jako Hugo I. V letech 905–928 byl regentem a poté také králem Dolního Burgundska v letech 928–933.

## Život
Hugo z Arles se narodil jako syn Teobalda. Nebyl oblíbeným panovníkem, zejména kvůli svému nepotismu, kdy upřednostňoval zájmy vlastní rodiny, jejímž členům rozdával biskupství i světská privilegia. V čele opozice stál kníže Berengar z Ivrey, který dobyl Milán a následným dobytím Padovy donutil Hugona ke kapitulaci. Berengar se spokojil s pokořením krále a nechal jemu i jeho synovi Lotharovi II. královský trůn.